# Life (池田綾子の曲)
「Life」（ライフ）は、池田綾子の2枚目のシングル。2002年8月7日にUNIVERSAL Jから発売された。

## 概要
ユニバーサルミュージックが販売した初めてのCCCD（コピーコントロールCD）。
表題曲は、TBS系金曜ドラマ『愛なんていらねえよ、夏』主題歌。

## 収録曲
| 全作詞: 池田綾子、全編曲: 奈良部匠平。 |                        |          |            |      |
| #                                      | タイトル               | 作詞     | 作曲       | 時間 |
| 1.                                     | 「Life」               | 池田綾子 | 池田綾子   | 3:41 |
| 2.                                     | 「Train」              | 池田綾子 | 奈良部匠平 | 4:26 |
| 3.                                     | 「Life」(instrumental) | 池田綾子 |            | 3:42 |